# انور قرقاش
انور قرقاش (عربی: أنور محمد قرقاش؛ زادهٔ ۲۸ مارس ۱۹۵۹) یک تاجر و سیاستمدار اماراتی است که به عنوان وزیر مشاور در امور خارجه امارات فعال بوده‌است.
در بهمن ۱۳۹۹ امیر امارات متحده عربی شخبوط آل نهیان را به عنوان وزیر جدید مشاور در امور خارجه امارات انتخاب کرد و انور قرقاش برکنار شد. امیر امارات گفت این یک تغییر کابینه مختصر بود. شخبوط چندی قبل سفیر امارات در عربستان بود. قرقاش فوراً به عنوان مشاور رئیس امارات متحده عربی منصوب شد و هم‌اکنون در این سمت مشغول است.
خانواده قرقاش از اقلیت هوله هستند. 